# باشگاه فوتبال کاستل ویل
باشگاه فوتبال کاستل ویل (به انگلیسی: Castle Vale Football Club) یک باشگاه فوتبال در شهر کاستل ویل، کشور انگلستان است که در سال ۱۹۶۴ میلادی تأسیس شده‌است.